# Kolozsvári járás
A Kolozsvári járás a Magyar Királyság megszűnt közigazgatási egysége, amely Kolozs vármegye része volt, Kolozsvár székhellyel. Területe jelenleg Romániában, Kolozs megyében fekszik.

## Fekvése

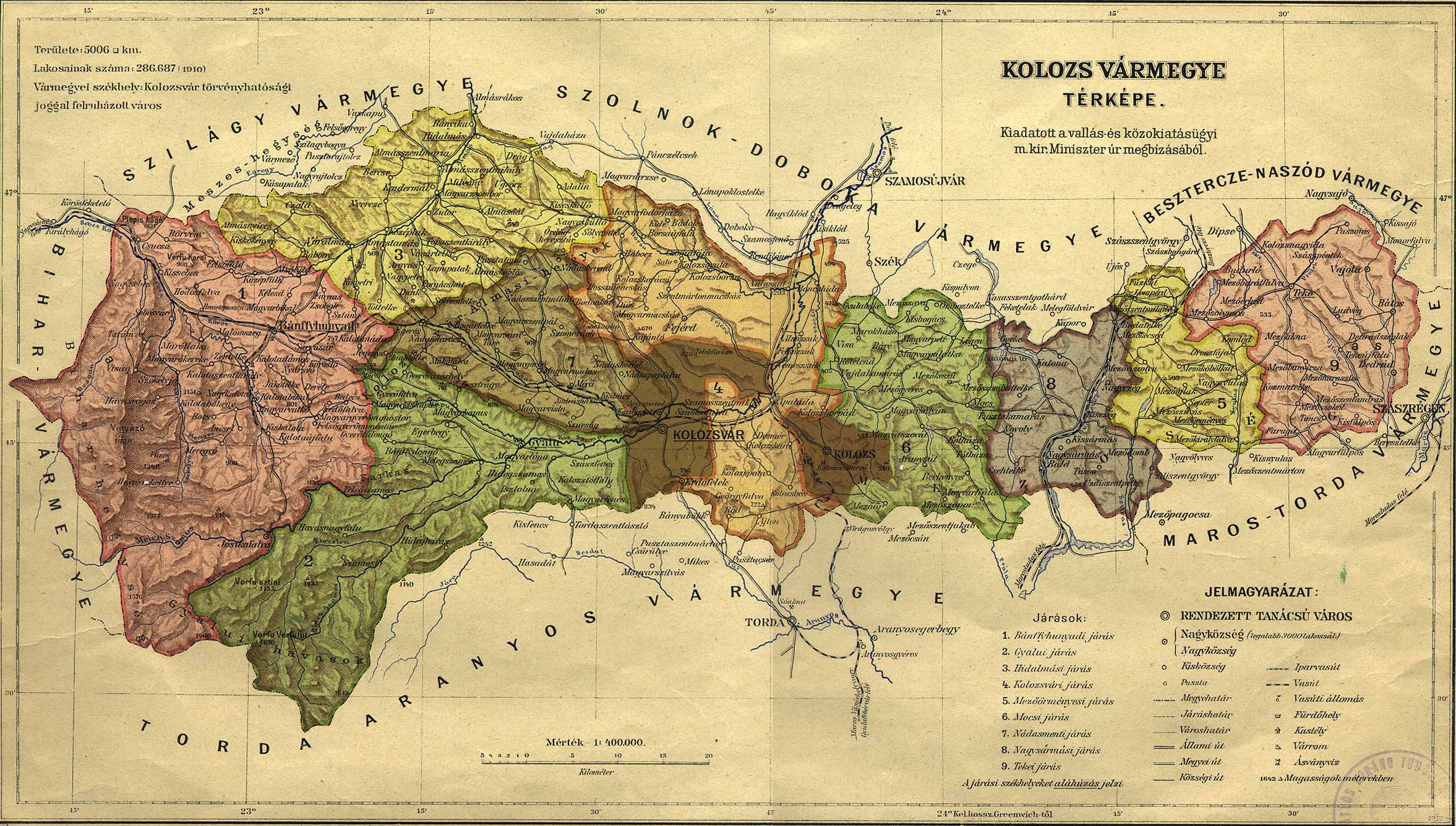
Kolozs vármegye közigazgatási térképe 1917-ből

A Kolozsvári járás Kolozs vármegye központi részén helyezkedett el, a megye északi határától a déliig húzódott. Nyugaton a Gyalui járás, északon a Szolnok-Doboka vármegye, keleten a Mocsi járás, délen Torda-Aranyos vármegye voltak a szomszédai. A járási székhely Kolozsvár a járás délkeleti részén található.

## Története
1857-ben 48 község alkotta és a Kolozsvári kerülethez tartozott.
1920 és 1925 között 33 településsel a romániai Kolozs megyéhez (Județul Cojocna) tartozott Plasa Cluj (Centrală) néven. 1925-ben a járás már nem létezett, településeit szétosztották Kolozs és Torda megyék egyéb járásai között.

## Lakossága
1910-ben 37 448 lakosa volt, ebből 24 592 görögkatolikus, 6758 református, 3616 görögkeleti, 1599 római katolikus, 664 izraelita, 133  unitárius, 67 evangélikus, 19 egyéb vallású. A lakosság 73,1%-a román, 24,9%-a magyar, 0,2%-a német, 1,8%-a más anyanyelvű volt.

## Települései
Az 1913-as helységnévtár szerint a járást két nagyközség (Ajton és Fejérd) illetve tizenegy körjegyzőségben harminckét kisközség alkotta:
| körjegyzőség       | település          | lélekszám |
| ------------------ | ------------------ | --------- |
|                    | Erdőfelek          | 2231      |
|                    | Fejérd             | 2462      |
| Ajtoni kj.         | Ajton              | 2184      |
| Ajtoni kj.         | Rőd                | 1750      |
| Apahidai kj.       | Apahida            | 1517      |
| Apahidai kj.       | Kolozskara         | 1145      |
| Apahidai kj.       | Kolozskorpád       | 700       |
| Bonchidai kj.      | Bonchida           | 2357      |
| Bonchidai kj.      | Válaszút           | 1447      |
| Felsőzsuki kj.     | Alsózsuk           | 959       |
| Felsőzsuki kj.     | Felsőzsuk          | 522       |
| Felsőzsuki kj.     | Nemeszsuk          | 804       |
| Kajántói kj.       | Bodonkút           | 740       |
| Kajántói kj.       | Kajántó            | 1213      |
| Kolozsborsai kj.   | Bádok              | 530       |
| Kolozsborsai kj.   | Kolozsborsa        | 2333      |
| Kolozsgyulai kj.   | Csomafája          | 485       |
| Kolozsgyulai kj.   | Hosszúmacskás      | 552       |
| Kolozsgyulai kj.   | Kide               | 796       |
| Kolozsgyulai kj.   | Kolozsgyula        | 784       |
| Kolozsgyulai kj.   | Szentmártonmacskás | 260       |
| Kolozspatai kj.    | Györgyfalva        | 2087      |
| Kolozspatai kj.    | Kolozsbós          | 955       |
| Kolozspatai kj.    | Kolozspata         | 772       |
| Magyarmacskási kj. | Diós               | 471       |
| Magyarmacskási kj. | Magyarmacskás      | 517       |
| Sólyomkői kj.      | Báboc              | 361       |
| Sólyomkői kj.      | Borsaújfalu        | 936       |
| Sólyomkői kj.      | Kolozskovácsi      | 578       |
| Sólyomkői kj.      | Magyarfodorháza    | 683       |
| Sólyomkői kj.      | Sólyomkő           | 872       |
| Szamosfalvai kj.   | Dezmér             | 1034      |
| Szamosfalvai kj.   | Szamosfalva        | 1925      |
| Szamosfalvai kj.   | Szamosszentmiklós  | 386       |